# Kondinin
Kondinin is een plaats in de regio Wheatbelt nabij 'Konidin Lake' in West-Australië. Het is de hoofdplaats van het landbouwdistrict Shire of Kondinin en telde 332 inwoners in 2021.

## Geschiedenis
Ten tijde van de Europese kolonisatie maakte de streek deel uit van het leefgebied van de Njakinjaki Nyungah Aborigines. John Septimus Roe verkende de streek in 1848 en maakte melding van een waterbron, 'Kondinin Well'. Van 1868 tot 1876 oogsten een aantal sandelhoutsnijders het merendeel van het sandelhout in de streek.
Tijdens de goldrush van 1892 werden de paden die sandelhoutsnijders in de streek achterlieten verder ontwikkeld. Onder meer John Holland maakte er in 1893 gebruik van om een pad aan te leggen, 'Holland's Track', van Albany naar de noordoostelijker gelegen goudvelden. Vanaf 1909 werden in de streek pastorale leases toegekend om 's winters vee te grazen. Op 15 maart 1915 werd de Yilliminning-spoorweg, die vanuit Narrogin tot Kondinin was doorgetrokken, geopend. Het plaatsje Kondinin werd dat jaar officieel gesticht. Het kreeg dezelfde van de Aborigines afkomstige naam als een nabijgelegen meer en waterbron, maar de betekenis van de naam is niet gekend. In 1917 werd een eerste gemeenschapshuis, de 'Kondinin Hall', geopend.
In 1921 kreeg Kondinin een stenen spoorwegstation en tegen 1925 liep de spoorweg helemaal tot in Merredin door. Kondinin kreeg een eigen postkantoor in 1923, tevoren werd de post vanuit een winkel verdeeld. Dat jaar werd ook begonnen met de bouw van het Kondinin Hotel. In 1925 werd een nieuwe school geopend omdat de oude te klein was geworden. Op 1 september 1934 opende een nieuw en groter gemeenschapshuis. In 1937 bouwde CBH Group een graansilo in Kondinin zodat graan in bulk kon vervoerd worden.
De school was tegen 1954 alweer te klein geworden waardoor dat jaar een nieuwe schoolgebouw in gebruik werd genomen. Het Kondinin Hotel brandde in november 1982 af en er werd een nieuw hotel gebouwd. Het spoorwegstation werd in 1987 voorgoed afgebroken.

## Beschrijving
Kondinin is het administratieve en dienstencentrum van het landbouwdistrict Shire of Kondinin.
Het is een verzamel- en ophaalpunt voor de oogst van de in de streek bij de Co-operative Bulk Handling Group aangesloten graanproducenten.
Kondinin heeft een zwembad, basisschool, bibliotheek, gemeenschapshuis, ziekenhuis, medisch centrum, 'Community Resource Centre' (CRC) en een camping.
In 2021 telde Kondinin 332 inwoners, tegenover 557 in 2006.

## Toerisme
Bezoekers kunnen in het CRC of in de kantoren van de Shire of Kondinin informatie verkrijgen over onder meer:
- Yeerakine Rock, een rotsformatie met uitzicht over een waterwinningsgebied
- Kondinin Bush Walk, een wandeling door de natuur die vertrekt in het dorp
- JS Roe Heritage Trail, een historische wandeling langs het plaatselijke erfgoed
- Kondinin Lake, wanneer het waterpeil voldoende hoog staat wordt er op het zoutmeer gewaterskied en gekajakt
- Woorkakanin Rock , een rotsformatie waar water gewonnen werd voor de stoomtreinen
- Condinin Well, een replica van een waterput nabij de door John Septimus Roe ontdekte bron

## Transport
Kondinin ligt langs State Route 40, 279 kilometer ten oostzuidoosten van de West-Australische hoofdstad Perth, 347 kilometer ten noorden van Albany en 122 kilometer ten zuiden van Merredin.
De GE2-busdienst van Transwa die tussen Perth en Esperance rijdt doet Kondinin eenmaal per week aan.
Over de spoorweg die door Kondinin loopt rijden enkel nog graantreinen van de CBH Group. Ze maakt deel uit van het goederenspoorwegnetwerk van Arc Infrastructure.
Er ligt een startbaan in Kondinin: Kondinin Airport (ICAO: YKDN).

## Klimaat
Kondinin kent een warm mediterraan klimaat, Csa volgens de klimaatclassificatie van Köppen. De gemiddelde jaarlijkse temperatuur bedraagt 16,8 °C en de gemiddelde jaarlijkse neerslag ligt rond 341 mm.

## Galerij

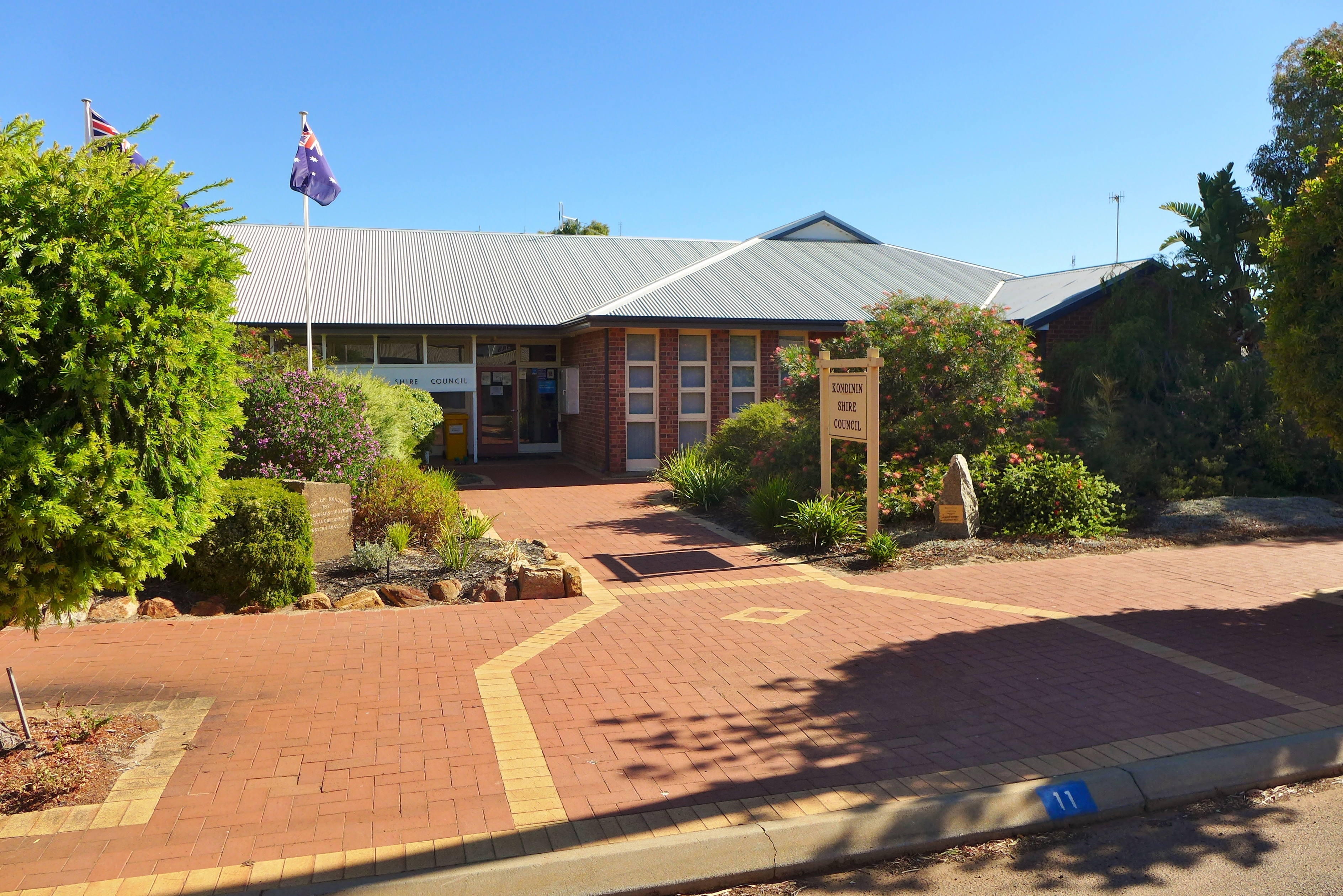
kantoren Shire of Kondinin
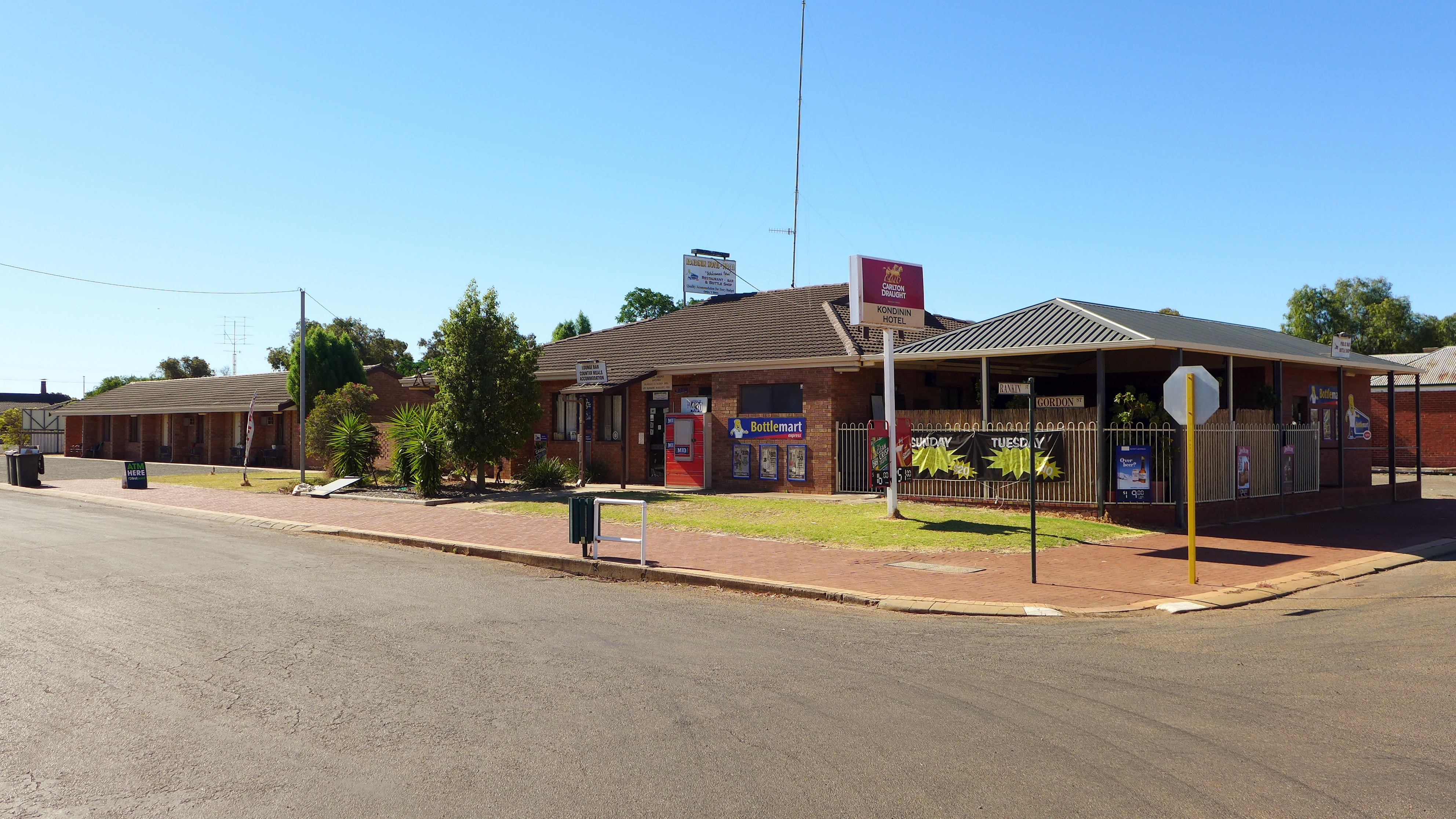
Kondinin Hotel
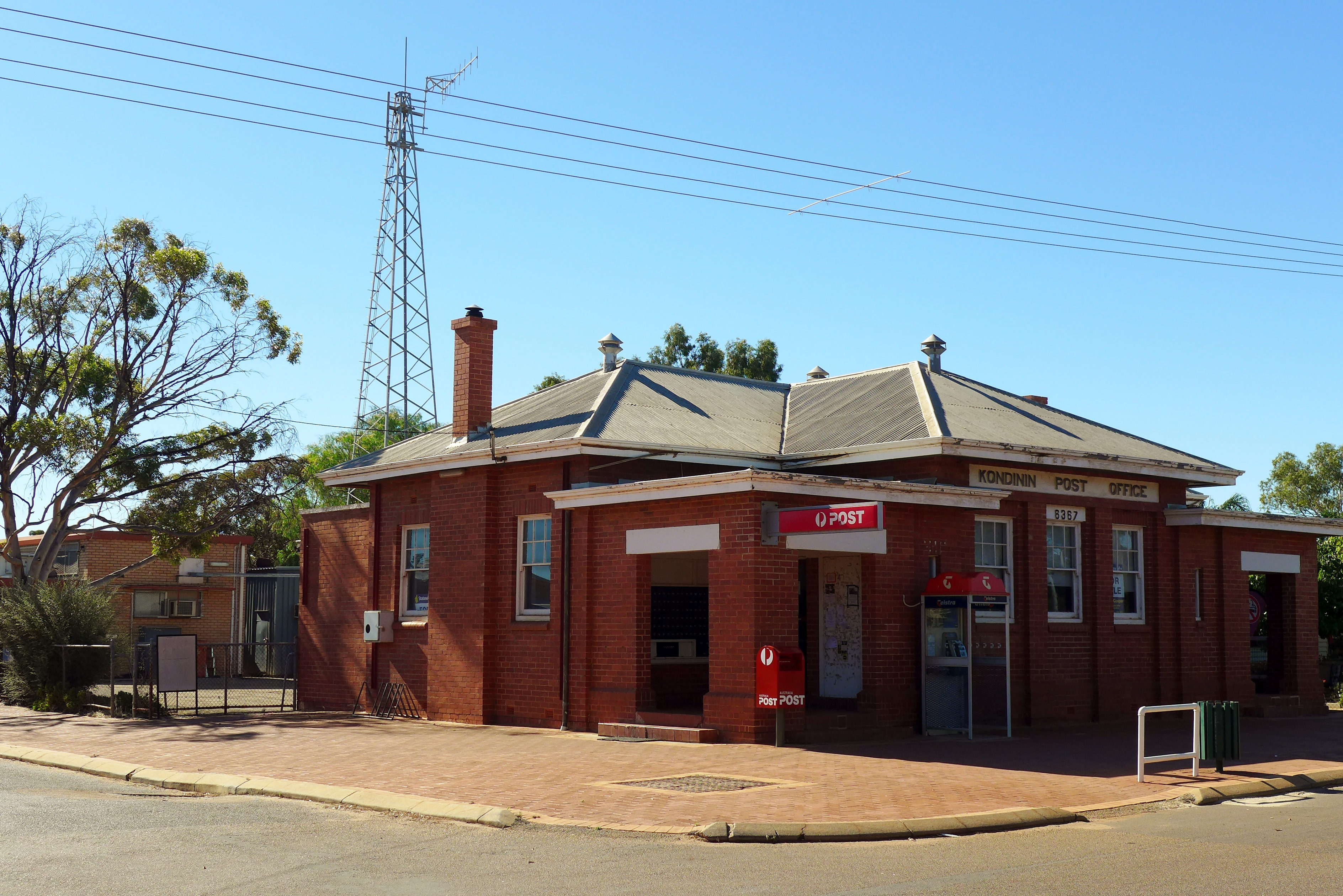
postkantoor uit 1923
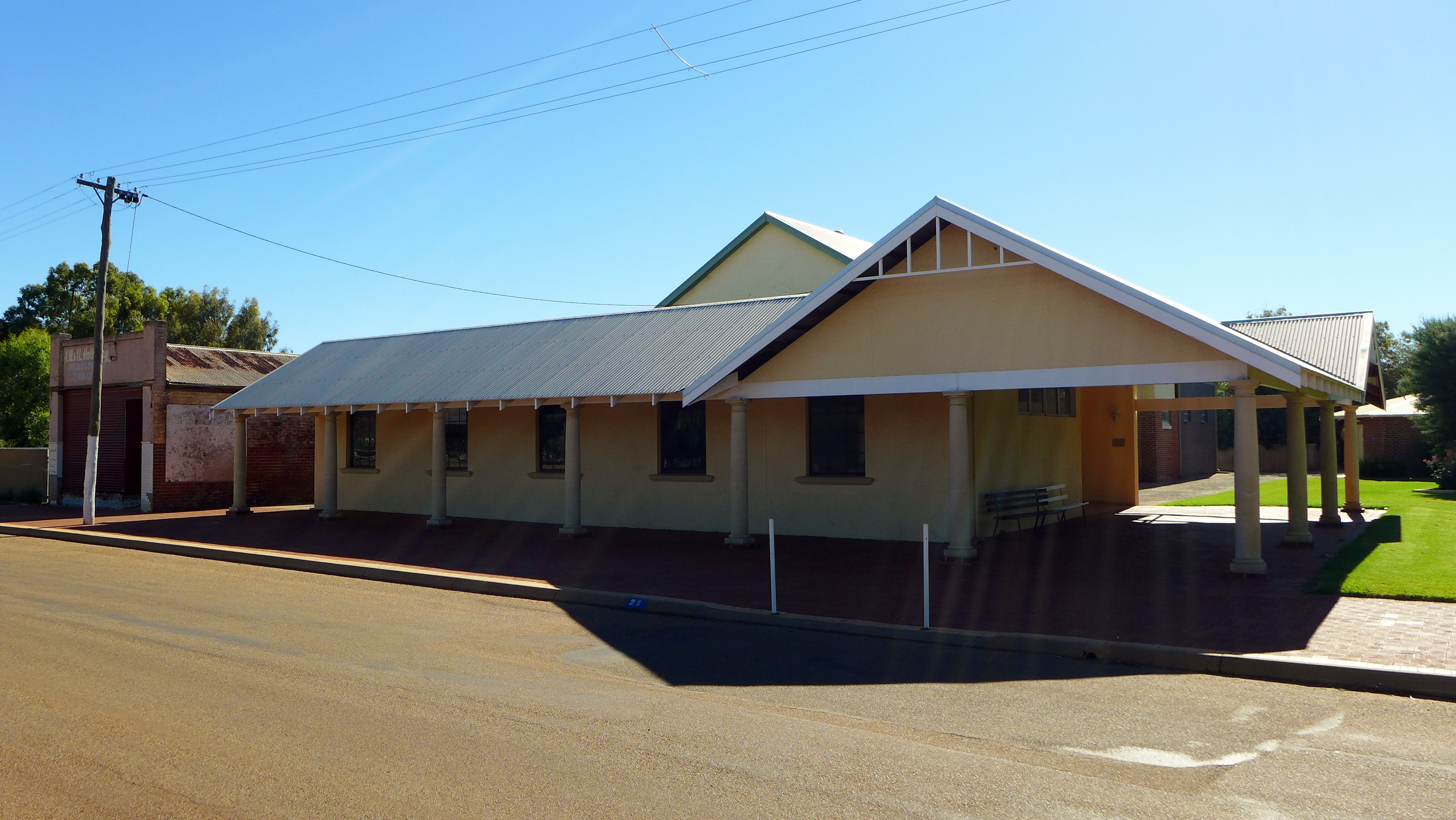
gemeenschapshuis uit uit 1934
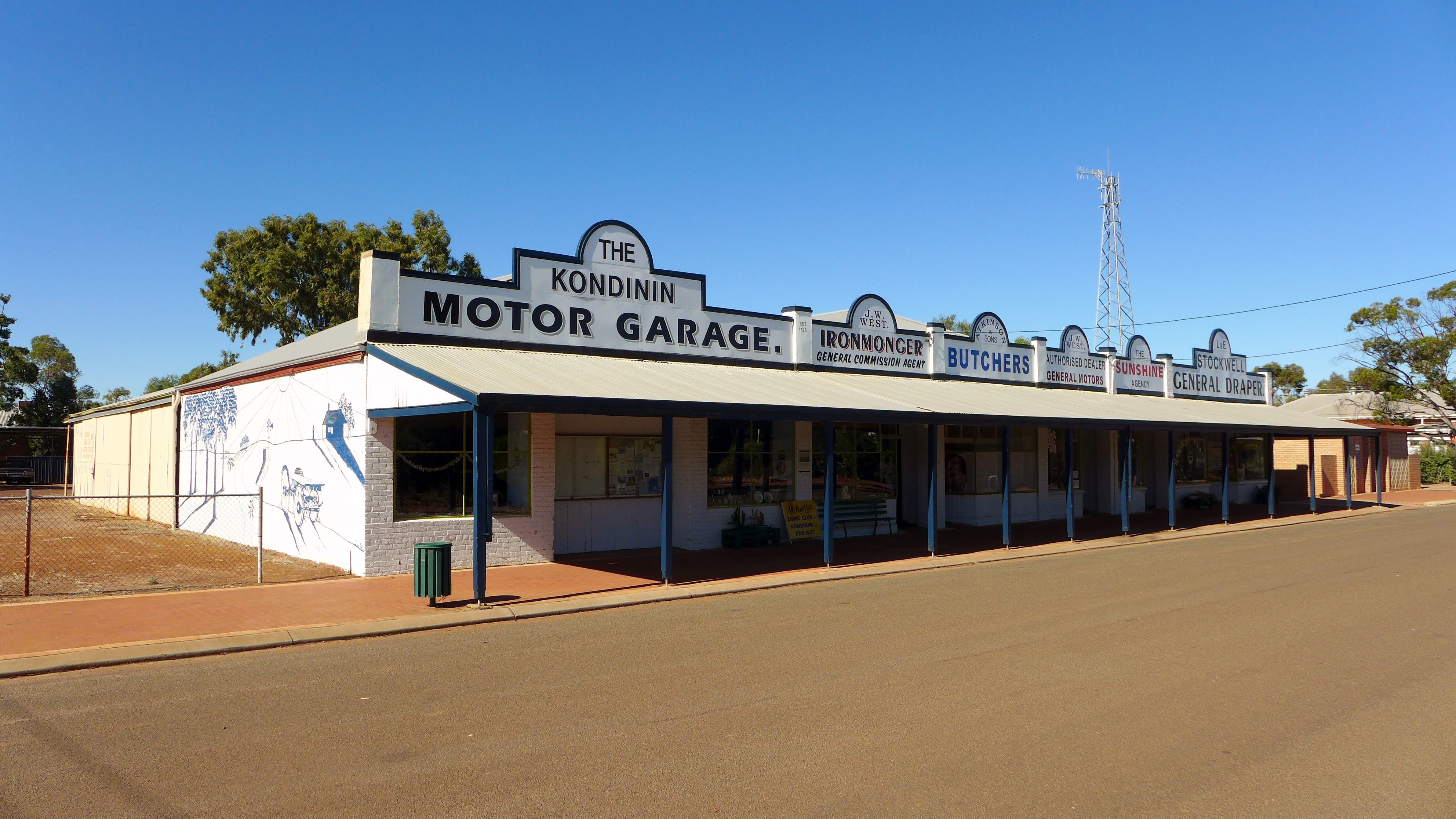
Gordon Street
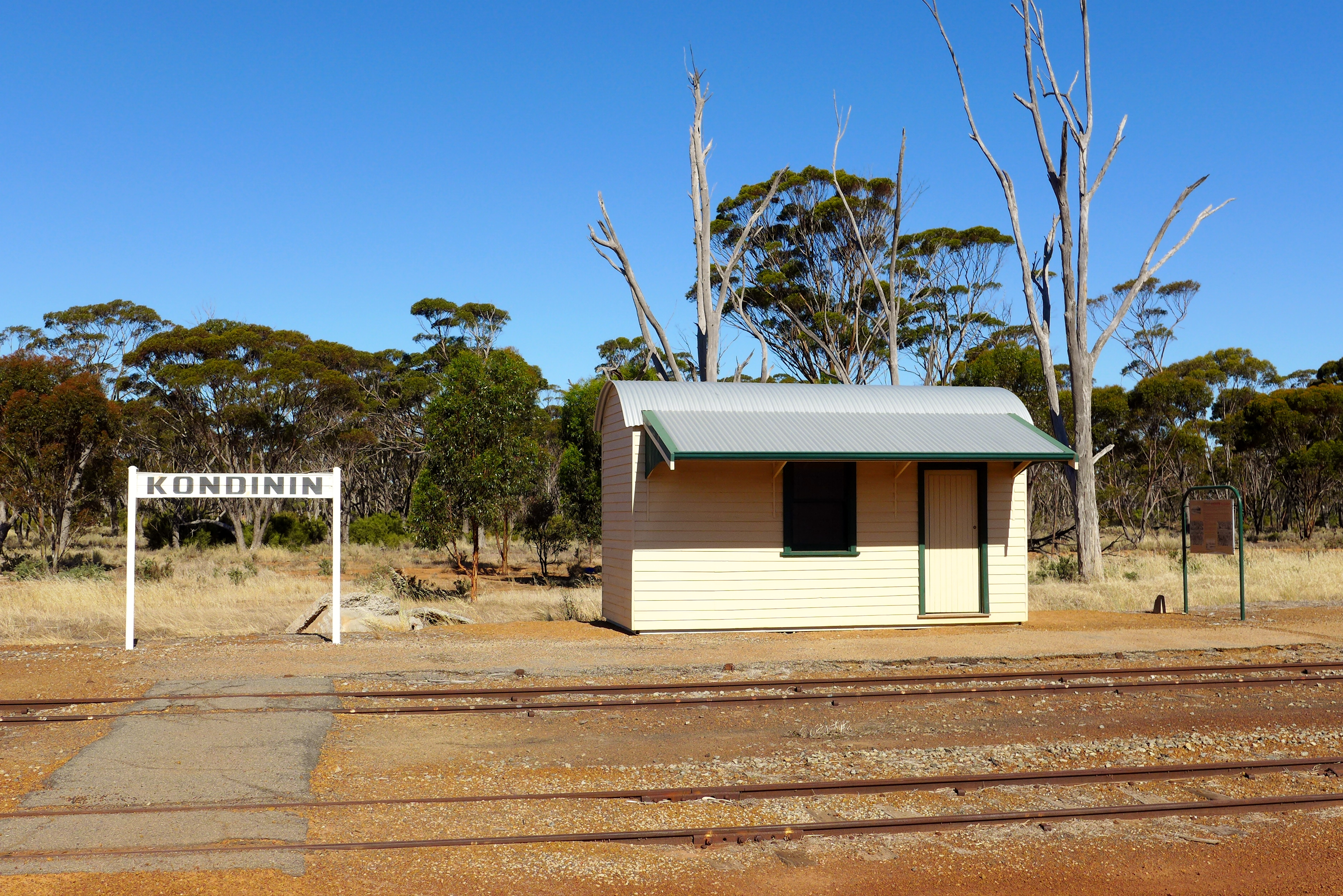
spoorwegstation

Aldersyde · Amery · Ardath · Arthur River · Baandee · Babakin · Badgingarra · Badjaling · Bailup · Bakers Hill · Balkuling · Ballaying · Ballidu · Beacon · Beenong · Beermullah · Bejoording · Belka · Bencubbin · Bendering · Benjaberring · Beverley · Bilbarin · Bindi Bindi · Bindoon · Bodallin · Bolgart · Bonnie Rock · Boolading · Booraan · Brookton · Bruce Rock · Bullaring · Bullfinch · Bulyee · Bungulla · Buntine · Burakin · Burracoppin · Cadoux · Calingiri · Campion · Caraban · Carrabin · Cataby · Cervantes · Chandler · Chittering · Clackline · Cold Harbour · Congelin · Coomberdale · Copley · Corrigin · Cowcowing · Crossman · Cuballing · Culbin · Cunderdin · Dalwallinu · Dandaragan · Dangin · Darkan · Dattening · Dongolocking · Doodlakine · Dowerin · Dudinin · Dumbleyung · Duranillin · Dwarda · Ejanding · Elabbin · Erikin · Gabbin · Gingin · Goomalling ·  Grass Valley · Greenhills · Guilderton · Gwambygine · Harrismith · Highbury · Hines Hill · Holt Rock · Hyden · Jelcobine · Jennacubbine · Jennapullin · Jitarning · Jurien Bay · Kalannie · Karlgarin · Kellerberrin · Kondinin · Kondut · Koojan · Koolyanobbing · Koorda · Korbel · Korrelocking · Kukerin · Kulin · Kulja · Kulyaling · Kunjin · Kununoppin · Kweda · Kwelkan · Kwolyin · Lancelin · Lake Brown · Lake Grace · Lake King · Ledge Point · Manmanning · Marvel Loch · Meckering · Meenaar · Merredin · Miling · Minnivale · Mogumber · Mokine · Moodiarrup · Mooliabeenee · Moora · Moorine Rock · Moorumbine · Moulyinning · Mount Hardey · Mount Kokeby · Mount Walker · Muchea · Mukinbudin · Muntadgin · Nalya · Nangeenan · Narembeen · Narrogin · New Norcia · Newdegate · Nilgen · Nokaning · North Bannister · Northam · Nukarni · Nungarin · Pantapin · Piawaning · Piesseville · Pingaring · Pingelly · Pithara · Popanyinning · Quairading · Quindanning · Regans Ford · Seabird · Shackleton · Southern Cross · Spencers Brook · Tammin · Tincurrin · Toodyay · Trayning · Varley · Wagin · Walebing · Walgoolan · Wandering · Wannamal · Watheroo · Welbungin · West Dale · West Toodyay · Westonia · Wialki · Wickepin · Wilbinga · Williams · Wongan Hills · Woodridge · Wubin · Wundowie · Wyalkatchem · Yealering · Yelbeni · Yellowdine · Yilliminning · Yerecoin · York · Yorkrakine · Yornaning · Yoting · Youndegin